# Остання жінка на Землі
«Остання жінка на Землі» (англ. Last Woman on Earth) — американський постапокаліптичний фільм 1960 р. продюсера та режисера Роджера Кормана. Сюжет оповідає про трьох людей, які вижили після таємничої катастрофи, що знищила все людство на Землі. Сценарій написав Роберт Таун, який також з'являється у фільмі у ролі Едварда Вейна, композитор — Рональд Штейн.
Теглайн: «Вони билися за головний приз!»

## Сюжет

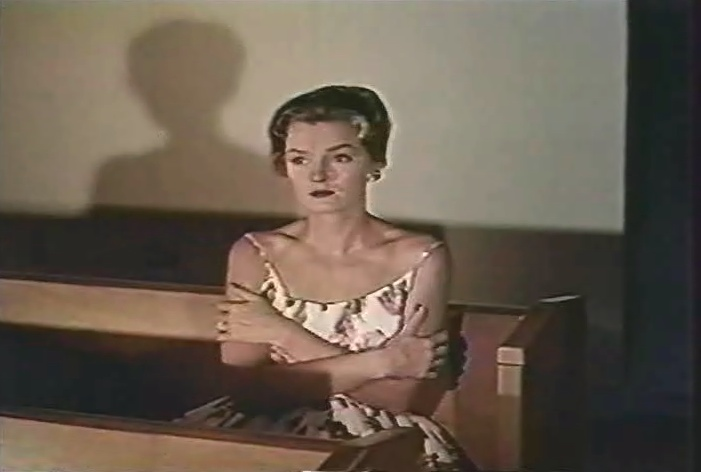
Евелін у церкві.

Гарольд Герн (Ентоні Карбон), успішний бізнесмен з Нью-Йорка, який постійно знаходиться в неприємностях з законом, проводить відпустку в Пуерто-Рико зі своєю привабливою дружиною Евелін (Бетсі Джонс-Морленд). До них приєднується Мартін Джойс (Едвард Вейн), юрист Гарольда, який прийшов, щоб обговорити останній обвинувальний висновок.
Гарольд запрошує його з собою в подорож на човні, протягом якої всі три випробовують нещодавно куплене спорядження для підводного плавання. Коли вони повертаються на поверхню, то не в змозі дихати без допомоги підводних апаратів. Вони забираються назад у човен і знаходять Мануеля, мертвого матроса, ймовірно, від задухи. Веслуючи до берега, загублені потрапляють у джунглі. Повітря обмаль, але у місці, куди пристав човен, як стає зрозуміло, листя виділяє достатньо кисню.
Люди йдуть до міста та нікого не знаходять в живих, вони не можуть ні з ким зв'язатися по радіо. Висновок: трійця — єдині, хто вижив у цій області земної кулі, можливо, навіть у світі. Владний Гарольд бере на себе відповідальність. Так група стає самодостатньою; двоє чоловіків рибалять, пізніше знаходять живих комах і курчат, що щойно вилупилися. Гарольд вважає, що в довгостроковій перспективі треба буде рухатися на північ до холодного клімату, щоб уникнути проблем з комахами, харчуванням і збільшити свої шанси познайомитися з іншими виживанцями.
Незабаром розвивається любовний трикутник. Мартін вказує на Гарольда, що ні свідоцтво про шлюб, ні його гроші більше не важать більше у сучасній ситуації. Одного разу, коли Гарольд на риболовлі був один, Евелін піддається своїй симпатії до Мартіна. Коли ж Гарольд дізнається про це, то б'є Мартіна та наказує йому залишити подружжя. Проте Евелін сідає в авто, двоє закоханих їдуть геть, Гарольд женеться за ними. У гавані спалахує інша боротьба, коли Мартін відмовляється сказати Гарольдові, де його дружина. Мартін, зрештою, потрапляє у церкву, де Евелін, там він помирає від ран. Фільм закінчується з не до кінця закритим сюжетом.

## Ролі
- Бетсі Джонс-Морленд — Евелін Герн
- Антоній Карбоні — Гарольд Герн
- Роберт Таун — Мартін Джойс

## Критика
На IMDb рейтинг фільму становить 4.8 з 10.

## Цікаві факти
- Незважаючи на те, що за сюжетом весь кисень повинен був вичерпаним, двох птахів чітко можна побачити, коли троє виживанців спочатку йдуть на пляж.